# SAF AG
Die SAF Simulation, Analysis and Forecasting AG war ein Softwareunternehmen mit Sitz in Tägerwilen/Schweiz. Das Unternehmen entwickelte, vertrieb und implementierte von 1996 bis 2009 Software zur prognosegestützten Automatisierung des Warennachschubs. Durch den Einsatz der Software können Händler die Out-of-Stock-Rate bei gleichzeitigem Abbau des Warenbestands senken. Die Systeme von SAF können die Bestellungen vollautomatisch ausführen. So werden die Disponenten von der zeitaufwändigen manuellen Disposition entlastet und haben mehr Zeit für verkaufsfördernde Aufgaben.
Die SAF AG wurde 1996 gegründet und war eine Aktiengesellschaft nach Schweizer Recht. Ab April 2006 war das Unternehmen im Prime Standard der Frankfurter Wertpapierbörse notiert. 2009 erfolgte die Übernahme durch die SAP AG.

## Geschichte
Gegründet wurde das Unternehmen 1996 von Gerhard Arminger, Franz Köpper und Andreas von Beringe. 

### Die Gründungsidee
Franz Köpper entwickelte mit seinem Doktorvater Gerhard Arminger, Wirtschaftsstatistiker der Bergischen Universität Wuppertal, 1992 die Idee, komplexe mathematisch-statistische Prognoseverfahren für die Warendisposition zu nutzen. Die SAF Software basiert auf dem Ansatz des Demand Chain Managements und steuert die logistischen Abläufe konsequent vom Kunden und seinem Nachfrageverhalten her – nicht wie sonst üblich aus Sicht der Produzenten. Grundlage für die Prognoseberechnung der SAF Software bilden dabei die historischen Abverkaufsdaten eines jeden Artikels. Darüber hinaus berücksichtigt die Software zahlreiche Einflussfaktoren wie Werbeaktionen, Ferien, Saisonalität, Bestellrestriktionen oder Feiertage und ermöglicht einen vollautomatischen Bestellprozess.

#### Die Kunden
Bereits vor der Gründung der SAF AG gewannen Köpper und Arminger das Handelsunternehmen dm-drogerie markt als ersten großen Kunden. Weltweit kamen weitere bekannte Groß- und Einzelhändler hinzu, unter anderem METRO, Douglas und ROLLER in Deutschland, Rossmann und natura in Polen, Foodstuffs in Neuseeland und Winn-Dixie in den USA sowie weitere Handelsunternehmen weltweit. SAF-Systeme steuern heute den Nachschub für mehr als 100.000 Filialen und Distributionszentren auf der ganzen Welt.

#### Fusion mit der SAP AG
Durch ein öffentliches Übernahmeangebot besaß die SAP AG seit Anfang September 2009 die Aktienmehrheit an der SAF AG. Nach weiteren Anteilserwerben der SAP beschloss die Generalversammlung der SAF AG im September 2011 die Fusion der SAF Simulation, Analysis & Forecasting AG mit der SAP (Schweiz) AG. Die ehemalige SAF Simulation, Analysis & Forecasting AG wird heute als Center of Excellence Forecasting and Replenishment innerhalb der SAP fortgeführt.

#### Meilensteine
1996 wurde die SAF AG gegründet, erster Kunde und Entwicklungspartner war die Drogeriemarktkette dm-drogeriemarkt GmbH & Co. KG. 1999 kam METRO als zweiter großer Kunde hinzu. Ende 1999 arbeiteten 15 Mitarbeiter in dem Softwareunternehmen, ein Jahr später 40 und Ende 2010 waren es bereits 96. 2010 erwirtschaftete SAF, damals schon als Tochterunternehmen der SAP AG, einen Umsatz von 15,58 Millionen Euro.
SAF vertreibt seine Softwarelizenzen gegenwärtig durch den SAF-eigenen Direktvertrieb und über die seit 2002 bestehende OEM-Partnerschaft mit SAP. Die Produkte SAF RetailSuiteStore und SAF RetailSuite Warehouse laufen derzeit in 15 Ländern und drei Kontinenten. Um den sehr wichtigen Markt in den USA zu bedienen, baute das seit 2006 im Prime Standard der Frankfurter Wertpapierbörse notierte Unternehmen 2005 eine Niederlassung in Grapevine/USA auf. Diese zog 2010 nach Irving/USA um. Bereits seit 2006 ist SAF mit einer Entwicklungsgesellschaft auch in Bratislava/Slowakei vertreten. Osteuropa ist ein stark wachsender Markt, in dem das Unternehmen 2008 die beiden bedeutendsten Beautyketten Polens – Rossmann und Drogerie Natura – als Kunden gewann.
2009 übernahm SAP die Mehrheit der SAF Aktien. Am 1. Januar 2012 ging die SAF AG rechtlich in der SAP (Schweiz) AG auf. Das Unternehmen wurde damit vollständig in die SAP eingegliedert.